# Hans Henric von Essen (1820–1894)
Hans Henric von Essen, född den 24 maj 1820 på Kavlås slott i Hömbs socken, död den 2 juli 1894 på Alvasjö herrgård i Brandstorps socken, var en svensk friherre, ryttmästare, predikant och näringsidkare.

## Biografi
von Essen fick sin första utbildning av en informator på Kavlås innan han 1834–1837 kom att studera vid Uppsala universitet. Han var dock sedan barndomen bestämd för den militära banan och blev 1836 volontär vid Livregementets husarkår samt 1837 sergeant och 1838 underlöjtnant där. Åren 1841–1842 företog han en längre resa till Medelhavet. Efter detta kom han dock alltmer att rikta sitt intresse mot förvaltande av familjens egendomar. von Essen erhöll 1847 avsked från regementet med tillstånd att kvarstå utan lön och befordrades 1849 till löjtnant, men tog 1855 slutligt avsked från det militära med ryttmästares namn, heder och värdighet. Åren 1843–1855 arrenderade han Annefors bruk, 1846 övertog han driften av Tidaholms bruk efter fadern och 1853 blev han ägare till bruket. Från sitt giftermål 1850 var han även bosatt på Hellidens slott inte långt från Tidaholms bruk. Då manufaktursmidet vid Tidaholm inte var lönsamt lät han i stället uppföra en finbladig såg, som blev starten för Tidaholms snickerifabrik, och lade om manufaktursmidet till tillverkning av vagnar och jordbruksredskap. 1868 var han även initiativtagare till grundandet av Vulcans tändsticksfabrik i Tidaholm. Sedan fadern avlidit 1855 fick Hans Henric von Essen uppdraget att förvalta stärbhusets över 50 gårdar tills arvskifte kunde ske tre år senare. Åren 1856–1866 var von Essen även verkställande direktör för Hellefors bruk och anlade bland annat cellulosa- och pappersbruket Sphinx och andra industrianläggningar.
Hans Henric von Essen var även mycket religiöst intresserad och var delaktig vid bildandet av Evangeliska Fosterlandsstiftelsen. Han var rörelsens provinsombud i Skara stift 1858–1893 och lekmannapredikant. Från 1879 innehade han ett av biskop Anders Fredrik Beckman utfärdat predikotillstånd.
Hans Henric von Essen var son till Fredrik Ulrik von Essen den yngre och Anna Sofia Gyllenhaal samt sonsons son till Fredric Ulric von Essen och bror till Fredrik von Essen. Han var från 1850 gift med sin kusin, friherrinnan Ulrika Charlotta (Ulla) von Essen. De blev föräldrar till Alfred von Essen. Efter första hustruns död gifte Hans Henric von Essen om sig 1875 med lady Mary Hyacinthe Lambart, dotter till Frederick Lambart, 8:e earl av Cavan och dotterdotter till Edward Littleton, 1:e baron Hatherton. I andra äktenskapet föddes sonen Carl-Reinhold von Essen.